# C/2021 A1 (Leonard)
C/2021 A1 (Leonard) o cometa Leonard fue un cometa con una trayectoria hiperbólica descubierto por GJ Leonard en el Observatorio Mount Lemmon el 3 de enero de 2021 (un año antes del perihelio). Este es el primer cometa descubierto en 2021. El 12 de diciembre de 2021 el cometa estuvo a una distancia de 0.233 UA de la Tierra y el 18 de diciembre de 2021 a una distancia de 0.0283 UA de Venus. Los primeros reportes de su observación a simple vista comenzaron el 5 de diciembre de 2021.
El cometa Leonard (C/2021 A1), el más brillante de 2021, se ha desintegrado, luego de haber pasado por el perihelio (su punto más cercano al Sol) el 3 de enero, y ahora está totalmente fragmentado.